# Ingeniørhamrane
Ingeniørhamrane är en kulle i Antarktis. Den ligger i Östantarktis. Norge gör anspråk på området. Toppen på Ingeniørhamrane är 1 725 meter över havet.
Terrängen runt Ingeniørhamrane är kuperad åt nordväst, men åt sydost är den platt. Trakten är obefolkad. Det finns inga samhällen i närheten. 